# Mramor, Pernik
Mramor (în bulgară Мрамор) este un sat în comuna Trăn, regiunea Pernik,  Bulgaria. 

## Demografie
Componența etnică a satului Mramor
     Bulgari (100%)
     Nicio identificare (0%)
     Altele (0%)
La recensământul din 2011, populația satului Mramor era de 34 locuitori. Din punct de vedere etnic, toți locuitorii erau bulgari.